# (21586) Pourkaviani
(21586) Pourkaviani est un astéroïde de la ceinture principale d'astéroïdes.

## Description
(21586) Pourkaviani est un astéroïde de la ceinture principale d'astéroïdes. Il fut découvert le 26 septembre 1998 à Socorro (Nouveau-Mexique) par le projet LINEAR. Il présente une orbite caractérisée par un demi-grand axe de 3,09 UA, une excentricité de 0,14 et une inclinaison de 1,8° par rapport à l'écliptique.

## Compléments